# 단바인 (가공의 병기)
단바인(DUNBINE)은 애니메이션 "성전사 단바인"에 등장하는, 가공의 병기. 본 작 앞부분의 주역 로봇. 아 나라에서 개발된 시제형 오라 배틀러이다. 본 항에서는 그 파생형 (variation)에 대해서도 설명한다.

## 단바인
단바인 (DUNBINE)은 애니메이션 "성전사 단바인"에 등장하는, 아 나라에서 개발된 시제형 오라 배틀러다. 본 작 앞부분의 주역 로봇으로, 애니메이션 모든 화에 등장한다.
소설 "오라 배틀러 전기"에서는 카토그라I혹은 카토그라II에 해당한다.

### 기체해설
아 나라에 내려선 지상인, 쇼트 웨폰에 의해 제조된 초기 오라 배틀러.
최초로 제조된 오라 배틀러 게도의 직계 발전형. 지상인을 '성전사'로서 소환하기 위해서 준비된 기체로서 3기가 제조되었다. 이 시기, 쇼트 웨폰은 탑승자의 오라력에 의해 기체의 성능이 극적으로 변화되는 것에 주목하고 있었기 때문에, 일부러 대단히 큰 오라력을 필요로 하는 시험 제작기로서, 이 단바인을 개발했다. 따라서, 원래 지상인이 아니면 조작은 불가능했다. 그러나, 오라력의 적정범위가 좁은 것, 성능이 탑승자의 오라력에 의해 지나치게 좌우되는 것, 머리 부분이나 골격, 근육섬유 (오라 마르스) 등에 사용한 강수 키마이 라그의 개체수가 남획에 의해 감소하고 있었던 것 등의 이유로, 신형기인 비란비가 등장한 후에는, 더 이상 제조되는 일이 없었다 (토드는 격추당한 후에 쇼트에게 다시 만들어줄 것을 부탁했지만 들어주지 않았다). 또한 '단바인'이란 루프트 가의 수호자라는 의미인 듯하다. 그 이름을 쓴 기체가, 뒤에 루프트 가를 멸망시키는 계기가 된다니 얄궂다. 이야기 중반에 신형 오라 컨버터로 바꿔달아서, 성능이 향상되었다. 후반은 마벨 프로즌이 사용하게 되었지만, 이 즈음에는 쇼가 잘 사용했기 때문에 오히려 다루기 쉬워져 있었던 모양 (작중 마벨의 대사에서).
덧붙이자면 프라모델 HG시리즈에서는, 3기 모두 각각 머리 부분 형상이 다르고, 성능도 미묘하게 다르다.
그 머리 부분은 딱정벌레를 연상시키는 디자인이다.

### 무장
오라소드
인간 기사가 가지는 강철제 장검을 오라 배틀러 크기에 맞게 확대한 것이다. 오라 배틀러의 개발 당시에는, 이 장검을 단련하는데도, 대장장이 10사람이 3일의 공정을 요했다고 한다.
오라 샷
상세한 것은 오라 샷의 항을 참조. 외장식으로 통상은 왼쪽에 1기뿐이지만, 양손에 장비하는 것도 가능. 이 오라 샷이 개발되었기 때문에, 플레임 밤은 장비되지 않았다.
와이어 클로
양 팔 부분에 장비된 사출식의 와이어 달린 손톱. 2연장으로 사출은 물론, 격투 무기가 되는 것 외에도, 오라 샷의 방아쇠를 당기는 격발 부위도 되고 있다 (이 때문에, 오라 샷을 외장한 팔 쪽의 클로는 사용할 수 없게 된다).
지원기
단바인은 아 나라에서 개발된 오라 배틀러이기 때문에, 본래는 장거리이동 지원용 윙 캘리버로서 바라우가 존재하지만, 극중에서 바라우를 탄 적은 없다. 기븐 가로 옮겨가고 나서는, 전투용 윙 캘리버인 포우의 지원을 받게 되었다.

### 극중에서의 활약
쇼 자마 → 마벨 프로즌 전용기는 하늘색, 토드 기네스 전용기는 짙은 감색, 토카막 로브스키전용기는 녹색으로 색칠되어 있다.
그러나, 테스트 운용 중에 적으로 만난 기븐 가의 기습을 받고, 토카막 기가 격추되고, 나중의 전투에서도 토드 기가 격추되어버린다. 남은 쇼 기는 드레이크 루프트 밑에서 도망한 쇼 자마와 함께 기븐 가 측으로 건너가고, 연이어 출현하는 적의 신형 오라 배틀러와 대등 이상으로 서로 싸우는 등, 많은 전과를 올렸다.
이 기체가 많은 전과를 올린 이유는, 앞에 설명한 대로 탑승자의 오라력에 대한 반응이 특히 좋았기 때문에, 높은 오라력을 가지는 탑승자인 쇼 자마가 기체의 성능을 충분히 끌어 낼 수 있었기 때문이다.
이야기 후반에 쇼 자마가 신형 가변 오라 배틀러 빌바인으로 갈아탄 후는 마벨 프로즌이 이어받아, 최종결전까지 주력 오라 배틀러의 하나로서 운용되었다. 신형 오라 컨버터로 바꿔단 점도 있지만, 쇼에 의해 상당히 사용된 덕분에 오히려 조종하기 쉬워져서, 처음과 같이 탑승자를 선택하는 기체가 아니고, 마벨로서도 다루기 쉬운 기체가 되어 있었던 것 같다.
한편, 격추된 토카막 기의 행방에 대해서는, 리 나라에 회수되어서 개량형 단바인의 연구 재료로서 사용되고 있었다는 설 (게임 "성전사 단바인 성전사 전설")과, 토카막은 생존하고 있고, 조니미카의 팔을 이식해서 사용되고 있었다는 설 (하세가와 유이치의 만화작품 "사냥의 날"), 간신히 살아 남은 토카막이 애니메이션 본편의 다음 세대에 다시 나타난 성전사에게 양도했다고 하는 설 (게임 북 "성전사 단바인 요마 성새 자웰")이 있다. 토드 기는 격추 후에 기븐 가에게 회수되어서 쇼 기의 예비 부품이 되었지만, 쇼트 웨폰이 한 때 탑승하고 있었다는 설 (후지 마사히로의 만화작품 "쇼트 추격")이 있다.

### 비고
메카닉 디자인은 미야타케 카즈타카가 담당했다. 곤충의 외관에서 도출된 자연스러운 형태라고 한다. 원 동영상 작화용 설정도는 캐릭터 디자인을 담당하고 있던 코가와 토모노리가 미야타케의 디자인을 기초로 완성시킨 것으로 양쪽 눈의 속눈썹 모양 몰드나 넓적다리의 공기구멍이 생략되는 등 약간의 차이가 있다. 또, 텔레비전 애니메이션 기획시의 명칭은 서바인이었다.
목차로 돌아간다

## 개량형 단바인
개량형 단바인은 플레이 스테이션 게임 "성전사 단바인 성전사 전설"에 등장하는, 가공의 병기. 리 나라에서 개발된 시제형 오라 배틀러다.

### 기체해설
회수한 토카막용 단바인을 참고로 해서, 리 나라에서 개발된 4기째의 단바인이다. 강수로서는 비교적 단단하지 않은 키마이 라그를 사용하고 있었던 단바인에는 장갑 강도에 문제가 있었기 때문에, 그 점을 중점적으로 강화했지만, 그만큼 기동성이 떨어지는 것을 피하기 위해서, 오라 컨버터도 신형이 달려있다.
목차로 돌아간다

## 브라우니
브라우니 (BROWNIE)는 반다이 발행 잡지 'B-CLUB'에 연재된, 이즈부치 유타카의 연재 "AURA FHANTASM"에 등장하는, 가공의 병기. 아 나라에서 개발된 양산형 오라 배틀러다.

### 기체해설
단바인의 직계 발전형이며, 비란비의 근본이 된 기체다. 나중에 비란비의 발전형인 브라우니II에도 그 명칭이 계승되고 있다.
목차로 돌아간다

## 카토그라II
카토그라II는 토미노 요시유키의 소설 "오라 배틀러 전기"에 등장하는, 아 나라에서 개발된 시제형 오라 배틀러다. 소설 5-11권에 등장한다. 극중에서는 그냥 카토그라라고 불리는 때가 많다.
애니메이션 "성전사 단바인"에서는 단바인에 해당한다.

### 기체해설
기 구가가 이끄는 가로우 랑들의 싸움이 끝나고 나서 3년 후에 개발된 기체다. 기본적으로원래의 카토그라I에 오라 배터리를 탑재하거나, 날개를 4장으로 하는 등 개수한 것뿐인 기체에 지나지 않지만, 죠크의 느낌으로는 완전히 다른 기체가 되었다고 한다.
한편, 가랄리아 기를 극중에서 카토그라II라고 부르는 신은 없지만, 죠크 기와 전혀 구별되지 않는 것으로 보아 같은 식으로 개조되어 있다고 생각된다.

### 극중에서의 활약
주인공 죠크 (城毅)가 모함 미제나와 함께 아 나라를 탈출하고, 미 나라에 몸을 의지했을 때의 탑승기이며, 뒤에 많은 부품을 카토그라III에 주고 나서도 예비기로서 미제나에 실려 있었다.
아 나라와 미 나라와의 전투에서, 번 바닝스의 가베트겡가, 가랄리아 냠히의 카토그라와 공진해서 오라 로드가 열려버려, 토쿄상공으로 날려져 버린다.
토쿄에서 자위대, 주일 미군과의 전투 중에 다시 오라 로드가 열렸지만, 가랄리아는 전투 중의 부상에 의해 오라 로드 안에서 사망. 죠크는 워라 카렌에서 쟈코바 아온으로부터 성전사의 검을 받고, 코몬계로 귀환했다.
목차로 이동한다

## 같이 보기
- 오라 머신 목록
- 게도
- 비란비
- 보츈
- 빌바인